# Поджаров, Иван Иванович
Иван Иванович Поджаров  (род.8 октября 1951, село Рыбачье, Татарбунарского района Одесской области) — украинский деятель, председатель Килийской райгосадминистрации Одесской области. Народный депутат Украины 1-го созыва (в 1990—1992 годах).

## Биография
Родился в крестьянской семье. В 1966 году поступил в Ананьевский сельскохозяйственный техникум.
В 1969 году окончил Ананьевский сельскохозяйственный техникум по специальности «бухгалтерский учёт», бухгалтер.
С июня по ноябрь 1969 года — заместитель главного бухгалтера колхоза «Прогресс» села Рыбацкого Татарбунарского района Одесской области.
В ноябре 1969 — ноябре 1971 года — служба в Советской армии, воинская часть-03139.
В ноябре 1971 — мае 1972 года — экономист по нормированию оплаты труда колхоза «Прогресс» села Рыбацкого Татарбунарского района Одесской области. В мае 1972 — августе 1975 года — главный бухгалтер колхоза имени Шевченко села Нерушай Татарбунарского района Одесской области. В сентябре 1975 — марте 1979 года — главный экономист совхоза «Пограничник» села Лески Килийского района Одесской области.
В 1976 году окончил Одесский институт народного хозяйства по специальности «планирование сельского хозяйства».
Член КПСС с 1977 по 1991 год.
В апреле 1979 — октябре 1981 года — председатель плановой комиссии исполнительного комитета Килийского районного совета народных депутатов Одесской области. В октябре 1981 — апреле 1992 года — заместитель председателя исполнительного комитета — председатель плановой комиссии Килийского районного совета народных депутатов Одесской области, секретарь парторганизации аппарата Килийского райисполкома.
18 марта 1990 года избран народным депутатом Украины 1-го созыва, 2-й тур, 56,35 % голосов, 3 претендента. Член Комиссии ВР Украины по вопросам деятельности Советов народных депутатов, развития местного самоуправления. 18 июня 1992 года сложил полномочия в связи с назначением Представителем Президента Украины.
В мае 1992 — августе 1995 года — представитель Президента Украины в Килийском районе Одесской области.
В августе 1995 — апреле 2000 года — заведующий финансового отдела Килийской районной государственной администрации Одесской области.
В апреле 2000 — 7 марта 2005 года — председатель Килийской районной государственной администрации Одесской области. Депутат Одесского областного совета (с 2002).
С июля по октябрь 2006 года — начальник отделения Государственного казначейства в Килийском районе Одесской области. В 2006—2008 годах — начальник управления Государственного казначейства в Килийском районе ГУДКУ в Одесской области.
7 марта 2008 — 16 января 2013 года — председатель Килийской районной государственной администрации Одесской области.
Член Партии регионов.
В 2010—2015 годах — депутат Одесского областного совета шестого созыва. Член фракции Партии регионов.
Потом — на пенсии.
Женат, имеет троих детей.

## Награды
- грамота Президента Украины (2001)
- орден Святого князя Владимира III ст. (2002, УПЦ МП)